# Sint-Rafaëlkerk (Izegem)
De Sint-Rafaëlkerk was een kerkgebouw in de West-Vlaamse plaats Izegem, gelegen aan de Lendeleedsestraat.

## Geschiedenis
Deze kerk werd in 1962-1964 gebouwd voor de Kasteelwijk naar ontwerp van Seraphin Wylein. Gebouwd in de stijl van het naoorlogs modernisme betrof het een bakstenen zaalkerk waarin veel glas was verwerkt. Ten noorden van deze kerk stond een vrijstaande klokkentoren.
In 2014 werd deze kerk onttrokken aan de eredienst en in 2018 werd hij gesloopt om plaats te maken voor woningen.